# Mesobuthus vesiculatus
Espèce
Synonymes
- Buthus vesiculatus Pocock, 1899

Mesobuthus vesiculatus est une espèce de scorpions de la famille des Buthidae.

## Distribution
Cette espèce est endémique d'Iran,. Elle se rencontre dans les provinces d'Azerbaïdjan oriental, d'Ispahan et de Téhéran.

## Description
La femelle syntype mesure 55 mm.
Le mâle décrit par Kovařík, Fet, Gantenbein, Graham, Yağmur, Šťáhlavský, Poverenni et Nouvruzov en 2022 mesure 43,84 mm et la femelle 62,11 mm.

## Systématique et taxinomie
Cette espèce a été décrite sous le protonyme Buthus vesiculatus par Pocock en 1899. Elle est placée dans le genre Mesobuthus par Fet, Sissom, Lowe et Braunwalder en 2000.

## Publication originale
- Pocock, 1899 : « Chilopoda and Arachnida of Lake Urmi. Order Scorpiones. Contributions to the natural history of Lake Urmi, N.W. Persia, and its neighbourhood. » Journal of the Linnean Society of London, vol. 27, p. 399-406 (texte intégral).